# Phineas F. Bresee

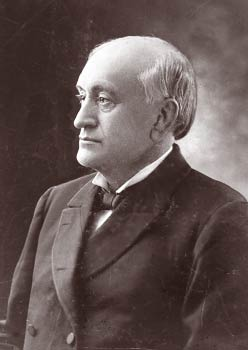
Bresee

Phineas Franklin Bresee (* 31. Dezember 1838, Franklin, New York, Vereinigte Staaten; † 13. November 1915) war der Hauptgründer der Church of the Nazarene und Gründungspräsident der Point Loma Nazarene University.

## Leben
Bresee wurde auf einer Farm in der Nähe von Franklin, New York geboren. Seine Kindheit und Jugend verbrachte er dort und im nahe gelegenen Davenport. Er hatte 1856 ein Bekehrungserlebnis in der Methodist Episcopal Church in Davenport und begann bereits im selben Jahr zu predigen. Mit seiner Familie zog er 1857 nach Iowa und begann bald darauf den Dienst im Methodist Episcopal Ministry in Iowa. 1860 heiratete er Maria Hebbard, seine Jugendliebe aus New York.
Von 1857 bis 1883 war er Pastor in Iowa, wo er an verschiedenen Kirchen predigte, zum Beispiel in East Des Moines, Chariton, Wesley Chapel (Des Moines), Broadway Church in Council Bluffs, Red Oak und Creston. Für eine Amtszeit war er auch der „Presiding Elder“ (District Superintendent) und Delegierter bei der „General Conference“ der Methodist Episcopal Church 1872 in Brooklyn. 1883 zog er mit seiner Großfamilie (sechs Kinder, seinen Eltern und einem Neffen) an die Westküste der Vereinigten Staaten. Dort wurde er als Prediger an die Fort Street Methodist Church (heute: First United Methodist Church) in Los Angeles berufen, dann nach Pasadena an die First und später an das Simpson Tabernacle (L.A.), an die Asbury M. E. Church (L.A.) und nach Boyle Heights (L. A.). In Kalifornien diente er wiederum als Presiding Elder und 1892 als Delegierter zur General Conference. Darüber hinaus war er Vorsitzender im Komitee des Simpson College und kümmerte sich dabei um die Spendenwerbung für Gebäude wie die College Hall, die heute „the college’s primary historic landmark“ ist und gehörte später 16 Jahre lang zum Board of Trustees. In Los Angeles gehörte er zu den Trustees der University of Southern California und arbeitete mit J. P. Widney daran, das College of Liberal Arts zu erhalten.

## Kirche des Nazareners
1894 zog sich Bresee aus dem Dienst der Methodist Episcopal Church zurück, um sich ganz einer Aufgabe bei der Peniel Mission zu widmen, damals ein unabhängiges Missionswerk, das sich speziell um die Obdachlosen von Los Angeles kümmerte. Im Laufe des Jahres entstand ein Zerwürfnis zwischen Bresee und dem Gründer der Mission, Rev Theodore Pollock Ferguson und dessen Frau, Manie Payne Ferguson. Bresee entwickelte die Überzeugung, dass es der beste Dienst sei, starke Kirchen aufzubauen, die die betroffenen Familien im Blick hatten. Die Fergusons wollten sich dagegen vor allem um die „down and outer“-Menschen kümmern. Im Oktober 1895 schlossen sich Bresee und Dr. Joseph Pomeroy Widney, ein führender Arzt in Los Angeles und ehemaliger Präsident der University of Southern California mit weiteren Personen zusammen, um eine neue Kirche zu gründen. Widney schlug den Namen „Church of the Nazarene“ vor, weil er meinte, damit würde der Auftrag deutlich, dass Jesus für die hartarbeitenden Massen gelebt hatte und für sie starb.
Die neue Kirche wuchs schnell. 1898 gab es schon zwei Gemeinden in der Umgebung von San Francisco. Widney verließ noch im selben Jahr die Kirche und schloss sich kurzzeitig der Methodist Church an, bevor er seine eigene unabhängige Kirche gründete. Trotz eines beinahe tödlichen Unfalls mit einem Elektro-Bus, dessen Spätfolgen seine Gesundheit schwächten, entwickelte Bresee eine lebhafte Tätigkeit. Ab 1903 förderte er ein systematisches Church Planting und bereits 1907 gab es Gemeinden an der ganzen Westküste.
1907 führte Bresee die Church of the Nazarene in eine Union mit einer anderen Wesleyanischen Denomination, der Association of Pentecostal Churches of America, einer ähnlichen Gruppe, die ihren Ursprung in Neuengland hatte und die sich von Nova Scotia über New England und die mittelatlantischen Staate und westwärts bis Iowa ausgebreitet hatte. In Chicago fand die First General Assembly statt, in der die beiden Kirchen ihren Zusammenschluss formell bekannt gaben und den Namen Pentecostal Church of the Nazarene annahmen sowie zwei General Superintendents (Bischöfe) wählten, einen für die westliche Gruppe und einen weiteren für die östliche Gruppe. Bresee war der erste General Superintendent. Bald darauf wurde H. F. Reynolds aus Brooklyn als zweiter gewählt. Im folgenden Jahr bei der zweiten General Assembly in Pilot Point, Texas schloss sich als dritte, südliche Gruppe die Holiness Church of Christ an. E. P. Ellyson aus Texas wurde der dritte Mann im Board of General Superintendents. Bresee diente als Senior General Superintendent bis zu seinem Tod 1915.
In all diesen Jahren war Bresee auch Pastor der Los Angeles First Church of the Nazarene bis 1911, als er diese Position aufgab. Darüber hinaus gab er von 1898 bis 1912 den Nazarene Messenger, eine große wöchentliche Zeitschrift, heraus. Mit Hilfe dieser Zeitschrift erreichte er seine Gemeindeglieder und knüpfte starke Familienbindungen innerhalb der Gemeinden. Als eine Frauengruppe in Los Angeles eine Bible School gründen wollte, versprach Bresee etwas unwillig, sie zu unterstützen und wurde dann Präsident des College, welche Position er bis 1911 innehatte. Die Schule wurde unter dem Namen Pasadena College bekannt, bis sie 1973 nach San Diego umzog. Seitdem führte sie die Namen Point Loma Nazarene College bzw. Point Loma Nazarene University.

## Tod
Nach dem Unfall 1900 wurde seine Gesundheit zusehends schwächer. Phineas F. Bresee starb 1915.